# Selim 2.
Selim 2 (tyrkisk: سليم ثانى Selīm-i sānī, tyrkisk: II.Selim; født den 30. maj 1524, død 15. december 1574), også kaldet Selim den Blonde (tyrkisk: Sarı Selim) eller Selim den Fordrukne (tyrkisk: Sarhoş Selim eller blot Drankeren), var Sultan i Det Osmanniske Rige fra 1566 til sin død i 1574. Han var søn af Süleyman 1. (Süleyman den Prægtige) og dennes hustru Hurrem Sultan. Selim stod langt fra tronen, indtil hans bror Mehmed døde af kopper, hans halv-bror Mustafa blev kvalt på ordre fra faderen, hans bror Cihangir døde af sorg over nyheden om drabet på Mustafa og broderen Bayezid blev dræbt efter ordre fra faderen efter at Bayezid havde forsøgt et oprør mod Selim.
Selim døde den 15. december 1574 og blev begravet i Hagia Sophia.

## Opvækst
Selim blev født i Konstantinopel (Istanbul) den 30. maj 1524, under faderen, Süleyman 1.'s regeringstid. Moderen var Hurrem Sultan, en slave og konkubine, der var datter af en ortodoks præst i det område, der i dag er Ukraine, og som senere blev fri og blev Suleimans førstehustru.
Selim blev i 1545 viet til Nurbanu Sultan i Konya, med hvem han fik Murad 3., der efterfulgte Selim.

## Regeringstid
Selim 2. blev sultan den 7. september 1566 efter flere intriger og familiestridigheder. Selim 2. blev beskrevet som uinteresseret i rigets forhold, og det hævdedes, at han overlod en stor del af rigets administration til storvisiren og embedsmænd.
Selims storvisir, Mehmed Sokollu og dennes hustru, Nurbanu Sultan, kontrollerede det meste af rigets affærer. To år efter Selim 2.’s tiltræden lykkedes det storvisiren at forhandle en traktat med den habsburgske tysk-romerske kejser Maximilian 2., hvorefter kejseren accepterede at betale osmannerne en årlig “gave” på 30.000 dukater og gav osmannerne kontrol med Moldavien og Valakiet.
Under Selim 2. blev der lagt planer om at forbinde floderne Volga og Don med en kanal med det formål at stoppe Zar-Ruslands ekspansion mod syd, der truede osmannernes nordlige grænse og osmannernes handels- og pilgrimsruter til og fra Centralasien. I sommeren 1569 sendte Selim 2. og storvisiren en stor styrke mod Astrakhan ved Volgas udløb i Det Kaspiske Hav for at belejre og indtage byen og for at påbegyndrre udgravningen af den planlagte kanal. Samtidig belejrede den osmanniske flåde Azov. Selim 2.'s felttog under Den russisk-tyrkiske krig (1568-1570) endte katastrofalt for Selim 2., da en russisk militærstyrke fik jaget de osmanniske soldater og allierede tatarer og kanalarbejdere på flugt, hvoraf størstedelen døde under tilbagetoget over sletterne. Den osmanniske flåde blev udslettet under en kraftig storm i Azovhavet. Det lykkedes dog storvisiren og Selim 2. at opnå en fredsaftale med Ivan 4. af Rusland, der sikrede de osmanniske handels- og pilgrimsruter gennem Astrakhan-khanatet.
Felttog mod Hejaz og Yemen var mere succesfulde, men et forsøg på at indtage Cypern i 1571 mislykkedes.
Den osmanniske flåde blev den 7. december 1571 klart besejret af styrker fra Den Hellige Liga under Søslaget ved Lepanto. Det lykkedes dog osmannerne hurtigt at genopbygge flåden, og osmannerne bevarede kontrollen med det østlige Middelhav. Få måneder inden Selim 2.’s død i 1574 lykkedes det osmannerne at generobre Tunis fra spanierne, der havde erobret området i 1572.

## Beskrivelser
Selim 2. er beskrevet som en generøs monark, der var glad for livets glæder, som satte pris på god mad og drikke og som omgav sig med videnskabsmænd og kunstnere. Han viste sig dog sjældent offentligt og opholdt sig mest i paladset.